# Kirby's Pinball Land
 (octobre 2018).
Si vous disposez d'ouvrages ou d'articles de référence ou si vous connaissez des sites web de qualité traitant du thème abordé ici, merci de compléter l'article en donnant les références utiles à sa vérifiabilité et en les liant à la section « Notes et références ».
Kirby's Pinball Land  est un jeu vidéo développé par HAL Laboratory et édité par Nintendo, sorti en 1993 sur Game Boy. Il s'agit d'un jeu de flipper mettant en scène Kirby en lieu et place de la bille.

## Système de jeu
La cartouche monochrome contient 3 tables de flippers de 3 écrans de haut, il y a une salle bonus et un boss de fin de niveau pour chaque table. Vaincre les trois boss permet d'atteindre le boss final (le roi Dadidou). Les thèmes instrumentaux sont des reprises du jeu NES Kirby's Adventure de 1993, et les personnages ennemis y apparaissent en guise de bumpers. Le jeu intègre une sauvegarde des six meilleurs scores, et la sauvegarde temporaire (pendant une pause, on éteint et on peut rallumer la console pour poursuivre la partie).